# Jakob Stutz

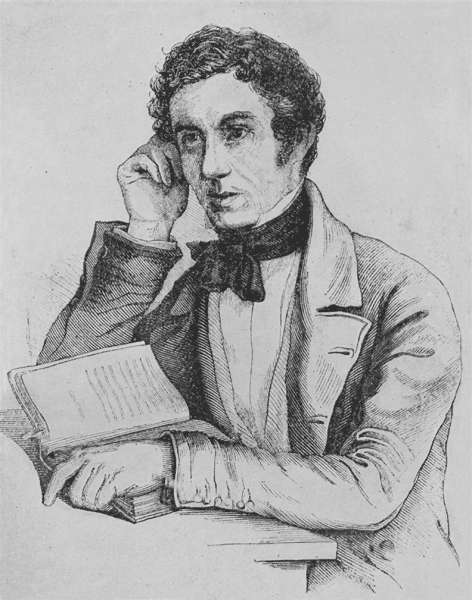
Jakob Stutz

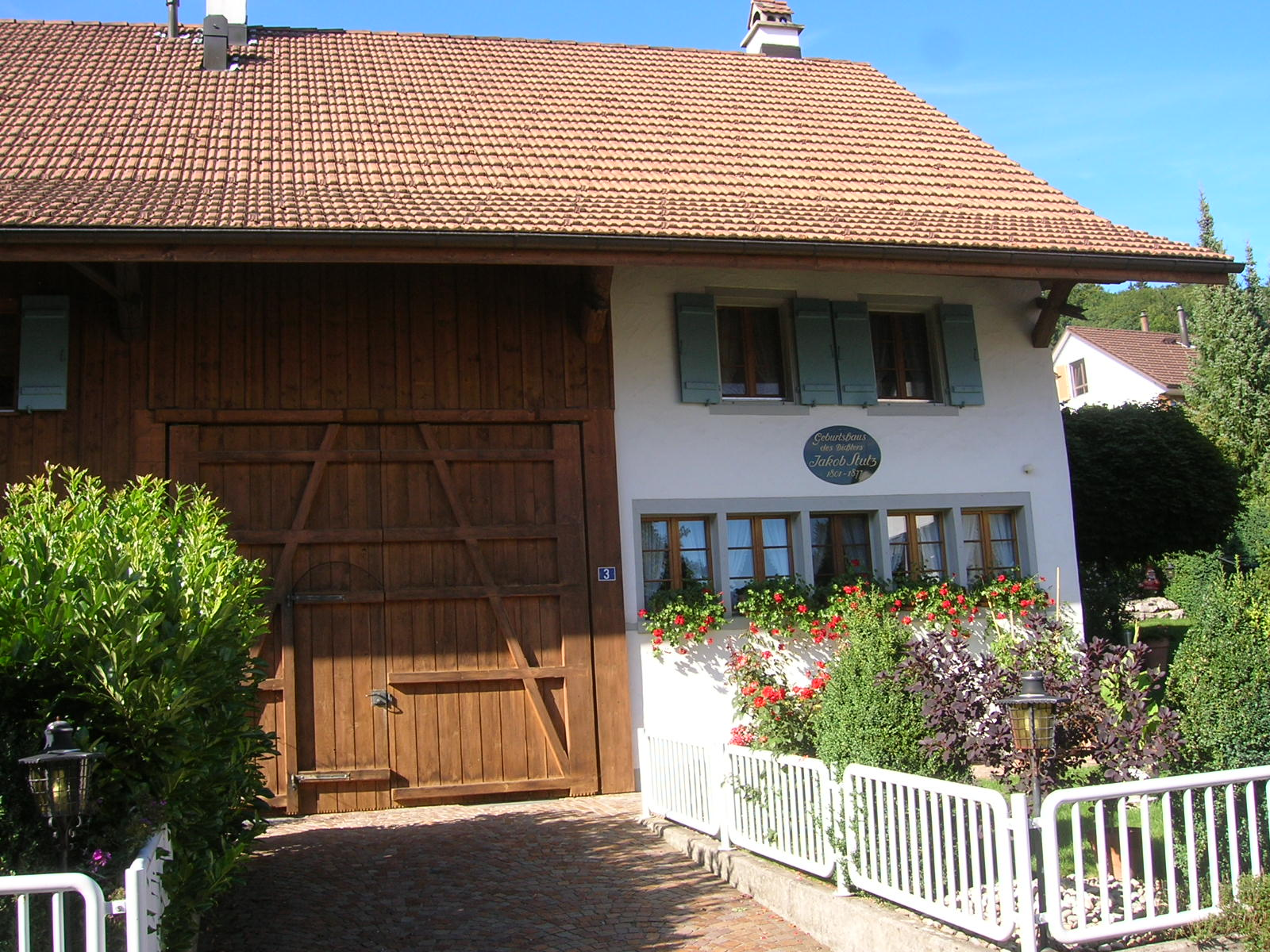
Geburtshaus von Jakob Stutz in Isikon

Jakob Stutz, Pseudonym Peregrinus (* 27. November 1801 in Isikon bei Hittnau, Kanton Zürich; † 14. Mai 1877 in Bettswil bei Bäretswil, Kanton Zürich), war ein Schweizer Schriftsteller und «Volksdichter». Sein Werk stellt die erste Quelle für Sozialgeschichte und Volkskunde des Zürcher Oberlandes dar und ist eines der frühen Zeugnisse Deutschschweizer Mundartliteratur.

## Leben
Jakob Stutz stammte aus wohlhabendem Hause. Sein Vater war Bauer und Textilunternehmer. Nach dem Tod seiner Eltern (1813) und dem Verlust des Vermögens war er gezwungen, sich seinen Lebensunterhalt als Hirte, Knecht und Weber selbst zu verdienen.
1827 erhielt er an der Blindenschule in Zürich eine Stelle als Lehrer. Er erarbeitete dort eine neue Unterrichtsmethode, welche die Schüler vom «automatischen Auswendiglernen» zum Lesen und memorativen Wiedergeben dessen führte, womit er die Lerneffizienz mehrfach steigern konnte. Diese Stelle musste er 1836 aufgeben, «da ihn seine homosexuellen Neigungen in Schwierigkeiten brachten». Danach arbeitete er als Lehrer an einer Privatschule in Schwellbrunn (Appenzell Ausserrhoden). 1841 wurde er wegen seiner Homosexualität zu drei Monaten Gefängnis verurteilt und anschliessend des Kantons verwiesen. Daraufhin zog er sich in eine Klause bei Sternenberg (Kanton Zürich) zurück.
In den folgenden fünfzehn Jahren widmete sich Stutz der Schriftstellerei. Sein umfangreiches Werk gibt einen authentischen Eindruck der Lebensumstände und der Sprache der Zürcher Landbevölkerung zu seiner Zeit. Er war Herausgeber einer monatlichen Zeitschrift (Ernste und heitere Bilder aus dem Leben unseres Volkes, 1850–1852) und engagierte sich durch die Gründung von Lesevereinen und den Aufbau einer Leihbibliothek für die Volksbildung.
1856 wurde Stutz in Pfäffikon erneut wegen homosexueller «Vergehen» verurteilt und mit drei Jahren Kantonsverweisung bestraft. Er begab sich daraufhin auf über zehnjährige Wanderschaft, während derer er sich als Tagelöhner und Gelegenheitsdichter von Volksstücken für Laienbühnen verdingte. 1867 gewährte ihm eine Nichte in Bettswil, einer Aussenwacht von Bäretswil, Unterkunft. Am «Haus zum Pilatusblick» wurde an den Feiern zu Stutz’ 200. Geburtstag 2001 eine Gedenktafel aus Sandstein enthüllt. Dort lebte er bis zu seinem Tod 1877 und wurde auf dem Friedhof Bäretswil neben der Kirche begraben. Dort, ebenfalls aus dem Jubiläums- und Versöhnungsjahr 2001, erinnert ein Gedenkstein aus Nagelfluh mit Bronzetafel an Jakob Stutz.
Der Nachlass von Jakob Stutz mit Materialien zum Werk, Lebenserinnerungen, Vorträgen und Tagebüchern befindet sich in der Handschriftenabteilung der Zentralbibliothek Zürich.

## Werke (Auswahl)
- Gemälde aus dem Volksleben, nach der Natur aufgenommen und getreu dargestellt in gereimten Gesprächen Zürcherischer Mundart. Sechs Bände. Schulthess, Zürich 1831–1853.
- Briefe und Lieder aus dem Volksleben. St. Gallen 1839.
- Vaterländische Schauspiele zur Feier von Volks- und Jugendfesten für Kinder und Erwachsene im Freien aufzuführen. Vom Verfasser der Volks-Gemälde. St. Gallen 1842.
- Lise und Salome, die beiden Webermädchen. Eine Erzählung aus dem Volksleben. Meyer und Zeller, Zürich 1847.
- Der arme Jakob und die reiche Anna oder «Was Gott zusammengefügt hat, das soll der Mensch nicht scheiden». Erzählung aus dem Volksleben. J. H. Locher, Zürich (um 1848).
- Sieben mal sieben Jahre aus meinem Leben. Als Beitrag zu näherer Kenntnis des Volkes. Fünf Bände. Zwingli, Pfäffikon 1853–1855.
  - letzte Neuausgabe: Huber, Frauenfeld 1983; 2., um ein Vorw. erg. Aufl. 2001, ISBN 3-7193-1264-X.
- Der verirrte Sohn oder Die Räuber auf dem Schwarzwald. Schauspiel in vier Aufzügen. Glarus 1861.
- Wie Stiefkinder ihrer bösen Stiefmutter los werden. Nach einer wahren Begebenheit. Lustspiel in vier Aufzügen in Zürcher Mundart. Glarus 1865.